# Amit Elor
Amit Elor (ur. 1 stycznia 2004) – amerykańska zapaśniczka walcząca w stylu wolnym. Złota medalistka olimpijska z Paryża 2024 w kategorii 68 kg. Triumfatorka mistrzostw świata w 2022 i 2023. 
Złota medalistka mistrzostw panamerykańskich w 2023. Czwarta w Pucharze Świata w 2022. Mistrzyni świata U-23 w 2022 i 2023, a także juniorów w 2022, a także kadetów i juniorów w 2021 roku.